# Пам'ятник Петрові Сагайдачному (Хотин)
Пам'ятник Петрові Сагайдачному — пам'ятник українському гетьманові Петру Конашевичу-Сагайдачному встановлений у 1991 році в м. Хотин до святкування 370-річчя Хотинської битви 1621 р.
Автори: скульптор — В. І. Гамаль. Бетонний монумент, поверхня якого оздоблена міддю розміщений неподалік Хотинської фортеці (сучасна вул. Фортечна).